# Котураљке
Котураљке или ролшуе (њем. Rollschuhe), врста спортске опреме која се носи на ногама и чија два паралелна пара точкића омогућавају кретање по равном тврдом тлу. Постоје и котураљке код којих је могуће скинути дио са точковима и претворити их у обичне ципеле, а касније их поновно вратити.
Котураљке су врло сличне ролерима, али постоје и видљиве разлике. Обично имају два пара точкова, док ролери имају низ точкова у једној линији. Котураљке дају бољи ослонац, док ролери, који су ужи и обично имају наставак који иде више изнад стопала, омогућавају брже кретање.

## Историја
Прве клизаљке са точковима је патентирао холандски виолиниста и изумитељ Џон Џозеф Мерлин 1760. Његове клизаљке су биле клизаљке за лед код којих је клизна површина замијењена са два точка који су омогућавали кретање (данашњи ролери). Мерлин је свој изум представио на маскенбалу у Лондону. Мерлин је свирао виолину док се кретао на котураљкама па је у једном тренутку изгубио равнотежу и пао. Пошто је било врло тешко кретати се у њима и након тога их зауставити нису биле популарне.
Најраније познате котураљке потичу из Европе из 18. века. Ове клизаљке су коришћене у позоришним и музичким представама, вероватно за симулацију клизања на сцени. Рано ролање је рађено по правој линији, јер је окретање или савијање било веома тешко са примитивним дизајном клизаљки тог времена. Ограничено на повремени реквизит за перформансе у то време, ролање није ушло у ширу употребу све до 1840-их.‍:7–9
Конобарице у пивници из 1840-их у Берлину користиле су ролере да опслужују госте. Балет и опера касних 1840-их, као што је Le prophète, представљали су клизање на ролерима. Ово је по први пут помогло популаризацији котураљки у Европи 1850-их. Технолошка побољшања су унапредила дизајн, као што су гумени точкови из 1859. године и клизаљке које се окрећу на четири точка из 1863. године.‍:9–13 Популарност клизања на котураљкама је од тада у великој мери осцилирала; обично се назива „лудом” кад је на врхунцу.
Године 1863, је Џејмс Плимптон из Масачусетса унаприједио Мерлинов изум промијенивши конфигурацију точкова, гдје је умјесто два точка који су били један иза другог користио два пара точкова са различитим осовинама. Овакве котураљке су биле лакше за управљање због веће стабилности коју су пружале па су постале изузетно популарне. Врхунац популарности су доживјеле тридесетих година 20. вијека, а и данашње котураљке су врло сличне Плимптоновим. До 1956. кориштени су жељезни точкићи. Након тога су уведени гумени које су ускоро замијенили пластични. Гумени точкићи се и данас користе на такмичарским котураљкама. Музеј историје вожњи на котураљкама се налази у граду Линколн у Небраски.
Ролање је постало популарно од 1880. до 1910. године; котураљке су се масовно производиле и клизање на клизалиштима постало је популарно у широј јавности у Европи, Северној и Јужној Америци и Аустралији.‍:25 У овом периоду појавиле су се специјализоване врсте клизања, попут уметничког клизања и брзог клизања.
Након пада популарности, котурање је поново постало широко распрострањено од 1930-их до 1950-их. Ово доба је познато као златно доба ролера. У овом периоду широм Сједињених Држава изграђена су многа клизалишта која нуде музику за електричне оргуље.‍:89–91
Седамдесетих година 20. века диско на котураљкама је постао широко распрострањен. Овај стил клизања је настао у диско музици претежно међу црнцима и геј клизачима. Током касних 1980-их и 1990-их, котурање на отвореном и у затвореном (са „ролерблејдовима“) постало је популарно. Котурање је опало у популарности почетком 21. века, али је поново постало популарније током пандемије Ковида.
Котурање је дуго било везано за црначке америчке друштвене покрете, имигрантске заједнице и LGBT заједницу, посебно за жене у дербију ролера. Као хоби се доживљава као хировито и широко је доступно многим људима.

## Спорт
Вожња на котураљкама је у почетку била вид забаве и рекреације, али је порастом популарности почела да прераста у спорт. Из тога се развило неколико дисциплина: трка на котураљкама (брзо ролање), умјетничко ролање и хокеј на котураљкама. Хокеј на котураљкама је стекао огромну популарност осамдесетих па је као демонстрациони спорт био присутан на Олимпијским играма 1992. у Барселони. Према истраживању из 1999. број људи који су играли хокеј на котураљкама је био преко 2,5 милиона. Хокеј на котураљкама је био предложен као стални спорт за Олимпијске игре 2012. и 2016, али није прошао. Након ових дисиплина појавиле су се и двије нове: ритмичко-гимнастичко ролање и дерби на котураљкама.

## Предности вожње
Према подацима Асоцијације за вожњу на котураљкама вожња на истим позитивно утиче на здравље корисника. Возећи котураљке особа ради аеробичне вјежбе и сагоријева 350 калорија крећући се брзином од   и 600 калорија крећући се брзином од  . Вожњу на ролерима препоручује и Америчко удружење за срце као добар вид вјежбе која позитивно утиче на рад срца.